# 香港特別行政區第四屆政府
香港特別行政區第四屆政府指2012年7月1日至2017年6月30日第四届香港特別行政區行政長官梁振英領導下的香港特別行政區政府，又稱梁振英政府。

## 主要官員
| 職位                 | 閣員     | 閣員     | 上任           | 離任          | 政黨     | 前職                                   |          |          |          |
| 政府首長             | 政府首長 | 政府首長 | 政府首長       | 政府首長      | 政府首長 | 政府首長                               | 政府首長 | 政府首長 | 政府首長 |
| -------------------- | -------- | -------- | -------------- | ------------- | -------- | -------------------------------------- | -------- | -------- | -------- |
| 行政長官             |          | 梁振英   | 2012年7月1日   | 2017年6月30日 | 無黨籍   | 行政會議召集人                         |          |          |          |
| 司級官員             |          |          |                |               |          |                                        |          |          |          |
| 政務司司長           |          | 林鄭月娥 | 2012年7月1日   | 2017年1月16日 | 無黨籍   | 發展局局長                             |          |          |          |
| 政務司司長           |          | 張建宗   | 2017年1月16日  | 林鄭月娥政府  | 無黨籍   | 勞工及福利局局長                       |          |          |          |
| 財政司司長           |          | 曾俊華   | 2012年7月1日   | 2017年1月16日 | 無黨籍   | 留任                                   |          |          |          |
| 財政司司長           |          | 陳茂波   | 2017年1月16日  | 林鄭月娥政府  | 無黨籍   | 發展局局長                             |          |          |          |
| 律政司司長           |          | 袁國強   | 2012年7月1日   | 林鄭月娥政府  | 無黨籍   | 資深大律師                             |          |          |          |
| 決策局               |          |          |                |               |          |                                        |          |          |          |
| 公務員事務局局長     |          | 鄧國威   | 2012年7月1日   | 2015年7月21日 | 無黨籍   | 勞工及福利局常任秘書長                 |          |          |          |
| 公務員事務局局長     |          | 張雲正   | 2015年7月21日  | 2017年6月30日 | 無黨籍   | 海關關長                               |          |          |          |
| 政制及內地事務局局長 |          | 譚志源   | 2011年9月30日  | 2017年6月30日 | 無黨籍   | 留任                                   |          |          |          |
| 教育局局長           |          | 吳克儉   | 2012年7月1日   | 2017年6月30日 | 無黨籍   | 香港考試及評核局主席                   |          |          |          |
| 環境局局長           |          | 黃錦星   | 2012年7月1日   | 林鄭月娥政府  | 無黨籍   | 建築師                                 |          |          |          |
| 食物及衛生局局長     |          | 高永文   | 2012年7月1日   | 2017年6月30日 | 無黨籍   | 醫院管理局署理行政總裁（2003-2004年）  |          |          |          |
| 民政事務局局長       |          | 曾德成   | 2007年7月1日   | 2015年7月21日 | 無黨籍   | 留任                                   |          |          |          |
| 民政事務局局長       |          | 劉江華   | 2015年7月21日  | 林鄭月娥政府  | 民建聯   | 政制及內地事務局副局長                 |          |          |          |
| 勞工及福利局局長     |          | 張建宗   | 2007年7月1日   | 2017年1月16日 | 無黨籍   | 留任                                   |          |          |          |
| 勞工及福利局局長     |          | 蕭偉強   | 2017年2月13日  | 2017年6月30日 | 無黨籍   | 勞工及福利局副局長                     |          |          |          |
| 保安局局長           |          | 黎棟國   | 2012年7月1日   | 2017年6月30日 | 無黨籍   | 保安局副局長                           |          |          |          |
| 運輸及房屋局局長     |          | 張炳良   | 2012年7月1日   | 2017年6月30日 | 無黨籍   | 香港教育學院校長、前行政會議非官守成員 |          |          |          |
| 商務及經濟發展局局長 |          | 蘇錦樑   | 2011年6月28日  | 2017年6月30日 | 民建聯   | 留任                                   |          |          |          |
| 發展局局長           |          | 麥齊光   | 2012年7月1日   | 2012年7月30日 | 無黨籍   | 發展局非全職顧問                       |          |          |          |
| 發展局局長           |          | 陳茂波   | 2012年7月30日  | 2017年1月16日 | 無黨籍   | 立法會會計界功能界別議員               |          |          |          |
| 發展局局長           |          | 馬紹祥   | 2017年2月13日  | 2017年6月30日 | 無黨籍   | 發展局副局長                           |          |          |          |
| 財經事務及庫務局局長 |          | 陳家強   | 2007年7月1日   | 2017年6月30日 | 無黨籍   | 留任                                   |          |          |          |
| 創新及科技局局長     |          | 楊偉雄   | 2015年11月20日 | 林鄭月娥政府  | 無黨籍   | 行政長官創新及科技顧問                 |          |          |          |
| 特定政府部門         |          |          |                |               |          |                                        |          |          |          |
| 警務處處長           |          | 曾偉雄   | 2011年1月11日  | 2015年5月4日  | 無黨籍   | 留任                                   |          |          |          |
| 警務處處長           |          | 盧偉聰   | 2015年5月4日   | 林鄭月娥政府  | 無黨籍   | 警務處副處長（管理）                   |          |          |          |
| 廉政專員             |          | 白韞六   | 2012年7月1日   | 林鄭月娥政府  | 無黨籍   | 入境事務處處長                         |          |          |          |
| 審計署署長           |          | 孫德基   | 2012年7月1日   | 2017年6月30日 | 無黨籍   | 會計師、安永會計師事務所遠東區主席     |          |          |          |
| 海關關長             |          | 張雲正   | 2012年7月1日   | 2015年7月21日 | 無黨籍   | 留任                                   |          |          |          |
| 海關關長             |          | 鄧忍光   | 2015年8月20日  | 2017年6月30日 | 無黨籍   | 廣播處長                               |          |          |          |
| 入境事務處處長       |          | 陳國基   | 2012年7月1日   | 2016年4月5日  | 無黨籍   | 留任                                   |          |          |          |
| 入境事務處處長       |          | 曾國衞   | 2016年4月5日   | 林鄭月娥政府  | 無黨籍   | 入境事務處副處長                       |          |          |          |
| 行政長官辦公室主任   |          | 邱騰華   | 2012年7月1日   | 2017年6月30日 | 無黨籍   | 環境局局長                             |          |          |          |

### 人事變動
- 發展局局長麥齊光因為涉嫌以公帑租賃自己的住宅單位，於2012年7月12日在廉政公署發聲明宣佈拘捕前一小時宣佈辭職。同年7月30日麥齊光正式離任，由立法會會計界議員陳茂波繼任。（見麥齊光涉貪案）
- 行政會議成員張震遠於2013年5月21日申請暫停所有公職，[1]於5月24日申請辭任所有公職，獲得批准。[2]
- 行政會議成員林奮強由2012年11月3日起休假（此後無再參加行政會議），於2013年8月1日辭任。
- 發展局政治助理何建宗於2013年8月2日辭任。
- 勞工及福利局政治助理莫宜端申請辭任，於2013年8月24日離任。
- 政務司司長政治助理張秀麗申請辭任，於2013年11月1日離任。
- 財經事務及庫務局副局長梁鳳儀申請辭任，於2014年1月1日離任。
- 公務員事務局局長鄧國威及民政事務局局長曾德成於2015年7月21日辭任。
- 財政司司長曾俊華及財政司司長政治助理羅永聰於2016年12月12日宣佈辭職。
- 政務司司長林鄭月娥及財政司司長曾俊華獲批辭職，於2017年1月16日離任。

## 就任

### 競選政綱
梁振英在正式宣布參選2012年香港特別行政區行政長官選舉時所提出來的具體施政項目：
| 行政及政治體制 - 增設副司長，加強推動香港與中國內地合作。 - 成立公共行政學院，加強香港公職人士在職學習制度與文化。 - 鼓勵非官守成員發揮在香港行政會議的職能，為政府發聲。 - 給予民政事務專員權力，強化地方行政，統籌以及協調香港政府部門在地區間的工作及服務。 - 「議而後決，決而後行」，遇有責難，會力撐盡忠職守的公務員。 - 取消功能組別，擴大2016年香港立法會選舉選民基礎，提高民意代表性和向香港社會問責。 - 按「五部曲」程序，落實2017年香港特別行政區行政長官選舉實現普選。 - 於2016年取消香港區議會委任議席。 - 重組政府架構，更改成為「五司十四局」，建議將政務司與財政司轄下各增一位副司長，統籌香港人口與產業兩個跨部門政策。由前任的12局中，商務及經濟發展局建議分為工商及產業局與科技及通訊局，並且增設文化局等。 香港教育 - 實施15年免費教育。 - 免費幼兒教育。 - 配對基金鼓勵社會資源支持大學教育。 醫療衞生 - 繼續香港公私營雙軌制醫療制度。 - 撥地鼓勵非牟利團體發展醫院，自負盈虧。 - 稅務方面鼓勵香港市民購買醫療保險。 - 監管醫療保險市場，保障病人權益。 - 以合理薪酬僱用兼職醫生，以解決公立醫院的人手短缺問題。 - 增加長者醫療券每年金額至1千港元。 宗教、文化及藝術 - 增設文化局制訂及推動香港文化政策。 - 權力下放香港十八區，區議會推動文化藝術。 - 舉辦香港藝術節。 - 設立孔教日及道教日為香港節日與公眾假期。 | 人口及人力資源政策 在梁振英政綱中提及，香港公立醫院自2013年起將會停止接收雙非孕婦來香港產子。梁振英在2012年4月16日重申，雙非孕婦在香港產子問題會對香港醫療、母嬰健康及香港教育等造成社會負擔。梁振英嚴肅地表示，2013年所有香港私家醫院將會有零配額接收雙非孕婦產子。他認為香港社會已經有清楚共識，雙非孕婦在香港產子不是發展香港醫療產業的正確途徑，亦不是解決人口老化的正途。梁振英亦表示，將不會能夠保證中國大陸雙非父母在香港出生的子女會有香港永久居民身份。 - 設立人口政策督導委員會，由政務司司長領導。 - 在香港稅務方面，首名子女個人免稅額增加至8萬港元，及以後子女增加至10萬。 - 持續進修基金改為每5年一次進修贊助。 土地、規劃及交通運輸 - 開發新市鎮。 - 綠色香港。 - 土地政策。 - 勾地、招標和拍賣三管齊下，確保香港土地供應靈活。 - 香港填海工程。 - 解決香港海底隧道交通分流。 其它 - 工傷保障 - 標準工時 - 強積金 - 僱員長期服務金 - 遣散費 - 香港長者回鄉養老配套服務，如護理和醫療 |

2012年香港特別行政區行政長官選舉於2012年3月25日早上11時結束，有1,132張有效選票，梁振英以689票、60.9%的得票率當選第4任香港行政長官，唐英年和何俊仁分別獲得285票和76票。28日，國務院總理溫家寶召開第7次國務院全體會議，簽署第616號國務院令，任命梁振英為香港特別行政區第四任行政長官，7月1日，就職典禮舉行。

### 當選
梁振英在當選後出席記者會，被問及會否吸納投票予競選對手唐英年的人士時，梁振英重提「大和解」的觀念，指出「現在開始，已經再沒有梁營、唐營、何營之分，只有一個香港營，所有的香港人都是我陣營內的人。」。
梁振英接受《文匯報》專題訪問時表示，認為領導人需要「知所行止」，必須作好尺度拿捏及判斷。別人形容他為狼，梁振英則認為是解釋自己做事果斷，別人感覺他能夠在短時間內作出決定，其實他已經經過長時間的思考。例如雙非問題，他就曾經以長時間研究及收集民意，才決定推行「零配額」政策。梁振英認為自己公私分明，不風花雪月，在出任香港特別行政區籌備委員會預備工作委員會期間，在會議後就繼續工作，非刻意不合群，而是擔心「無心的話」會製造不必要的風波。政治環保微妙緊張，若果一句說話講得不好，影響很大，所以必須謹言。
根據《行政長官選舉條例》第569章第31(2)條規定，當選人須要公開作出法定聲明，表明他不是任何政黨的成員；及書面承諾他如果獲得任命為行政長官，則在任期內不會成為任何政黨的成員；或他不會作出具有使他受到任何政黨的黨紀約束的效果的任何作為。2012年3月30日，梁振英當眾簽署聲明：「本人不是什麼黨員，也從來沒有要求加入或被邀請加入什麼黨，故從來不是任何政黨的『地上』或『地下』黨員」。

## 任內施政

### 上任前五司十四局的架構重組被立法會否決
2012年，梁振英競選政綱中提出「重組政府架構」的建議，由原來的三司十二局改為「五司十四局」（又稱「三司二副司十四局」），政府為政務司司長及財政司司長各設立一名副司長，以分擔司長的工作，另外重組各局，包括新設文化局及科技及通訊局等。梁振英認為重組可以使到政府更為有效落實施政理念。
重組政府架構涉大幅增加公帑開支（每年7,200萬港元），二副司的職業權力和三司相同，變相是五司，反對者認為「五司十四局」加大政治分贓，架床疊屋，令政府結構更為複雜，運作緩慢，有必要仔細審議是否違反《香港基本法》原定三司架構。候任行政長官並不建議諮詢和公開討論，被認為接近獨裁，引起爭議。
2012年5月23日，梁振英在多份報章撰寫題為拉布的文章，質疑立法會多個事務委員會討論其改組建議，實際是拉布以圖阻止改組架構，強調通過改組是「急市民所急」。
文章刊登後，泛民主派立法會議員及學者批評梁振英違背三權分立。公民黨黨魁梁家傑批評梁振英此舉是向立法會施壓，並指是梁振英有責任在實施前釋除公眾疑慮；民主黨議員李永達指此舉是行政權干預立法權，違背三權分立的核心價值；香港浸會大學政治及國際關係學助理教授黃偉國稱梁振英未上任便干預立法會工作。
自由黨主席劉健儀及新民黨主席葉劉淑儀亦強調，在委員會討論改組架構建議於正常程序，並非拖延。
為了在7月1日上任前落實重組政府架構理念，梁振英在6月中要求第三屆政府繞過眾多民生法案提出動議。泛民主派認為梁振英的做法不尊重立法會既有議事程序及時間過於倉促。6月21日舉行的立法會會議審議重組政府動議，泛民主派議員抨擊梁振英未上台就粗暴干預立法會運作。原本以為動議在建制派佔多數下必定能通過，但在數名建制派議員缺席、反對及棄權下，梁振英的動議以27票贊成、25票反對、1票棄權遭否決。新班子2012年7月1日以「舊架構」宣誓就任。
7月12日，因為涉嫌不誠實申請領取房屋津貼，麥齊光提出辭任，後被廉政公署拘捕，上任12天便下台。其後政府表示，麥齊光只是「提出辭任」，其離任尚有待中央批准。任免主要官員須待中央同意。同月29日被免職，由原立法會議員陳茂波接任。
2015年2月，梁振英政府再申請成立創新及科技局，但在泛民議員拉布下失敗。梁振英表示會再次提交立法會審議。
2015年11月，立法會財務委員會通過成立創新及科技局撥款，創新及科技局在立法會長達三年半的討論，終在11月20日正式成立。

### 杜絕雙非
2012年4月，香港候任行政長官梁振英表示不能保證在2013年於香港出生的「雙非嬰兒」可以取得香港永久居留權，而香港社會的共識是雙非嬰兒「不是香港解決人口老化的正途」。同年4月26日，醫院管理局決定停止接受非本地孕婦在該年及次年的預約分娩，確保本地孕婦在公立醫院可優先使用產科服務。隨「零雙非」政策的實施，香港所有公立醫院無限期停止接受非本地孕婦預約分娩，所有私立醫院也停止接受雙非孕婦在2013年1月1日或以後的預約分娩，雙非嬰兒數目之後大幅下降，由2011年高鋒時的35736人，大減到2013年的730人。不過2013年以後仍有一些雙非孕婦進入香港產子，有人因為入境時虛報懷孕狀況被定罪及判處入獄。

### 社區重點項目計劃
梁振英於2013年1月16日發表首份施政報告時，向全香港十八區區議會各撥款1億港元以進行社區重點項目計劃，建設一至兩項大型工程，又或者作為資助區內活動的用途，以落實他於競選政綱中提到提升區議會職能的承諾，體現「地區問題，地區解決；地區機遇，地區把握。」區議會可以自行決定如何使用該筆撥款，而不用再向民政事務總署輪候申請撥款興建地區項目；惟工程若然投資逾2,100百萬港元，則需要向立法會財務委員會申請撥款，工程也需要按照既定程序招標，預料可以比較原先程序加速一至兩年。該筆撥款亦不限制用以興建工程，亦可以用於資助活動，由區議會自行決定。計劃規定，區議會需要於同年3月31日或者以前訂出項目清單，並且盡量於現屆區議會任期屆滿前、即2015年年底前完成。基於議員普遍不滿意此計劃太倉卒，有關部門於2月6日宣佈將3月月底的訂出項目清單期限更改為開始接受建議日期。
2013年3月13日，社區重點項目計劃於立法會獲得通過首關撥款程序，立法會工務小組委員會以大比數通過支持撥款2,900萬港元，作為支付社區重點項目計劃的前期籌備事務，稍後將會再提交予財務委員會正式通過。

### 人人暢道通行
2012年8月21日，行政長官梁振英表示，為了要達成「上落無障礙，出入更自在」的目標、方便老人及傷殘人士出任，政府除了在10處興建中的天橋升降機外，亦決定額外於222條行人天橋、隧道或者高架行人路段興建升降機及斜道等。於首年度，政府將會投入1億港元作為勘察及設計的費用，估計往後3年每年則需要10億港元以進行後續的工作。政府在是次的政策上有所改變，包括改變了撥款模式，以專款專用的形式去實行，而且不單只以達到《香港法例》最低要求，而是以民生的最大需求出發。與此同時，會繼續改善政府場地及房屋委員會轄下物業的無障礙設施，預計工程於2014年6月月底前會全部竣工。
2012年11月27日，立法會發展事務委員會轄下的工務小組同意撥款約1億8,700港元進行工程，將會於12月再徵求財務委員會批准通過撥款。

### 樓市和房屋政策
梁振英任內推動多項樓市和房屋政策。
- 先有十項穩定樓市包括：
  - 柴灣工廠邨大廈改為公屋
  - 出售居屋單位
  - 首批置安心單位轉租為售
- 於2012年10月26日再推出兩項印花稅
  - 額外印花稅加強版至3年
  - 買家印花稅15%
- 2013年2月22日再推出樓市政策
  - 雙倍印花稅擴展至工商物業買賣
- 2016年11月4日再推出樓市政策
  - 住宅物業交易的印花稅率劃一調高至15%，取代雙倍印花稅率。[40]

由於房屋供應短缺及其它因素，梁振英任內住宅樓價和租金升勢持續，反映二手住宅樓宇價格的中原城市領先指數在其任內上升超過5成。在住宅以面積計價格大升而買家購買力有限的環境下，發展商興建實用面積少於200平方英尺的特小住宅單位（「納米樓」）開始成為趨勢。「劏房」問題在梁任內也繼續惡化。

#### 公營房屋
梁振英任內亦大舉在全港各區尋找合適土地用以發展公共房屋。
梁振英於2012年提出在5年內興建75,000個公屋單位的目標，但在其5年任期內實際興建數目僅有64,900個。

#### 港人港地

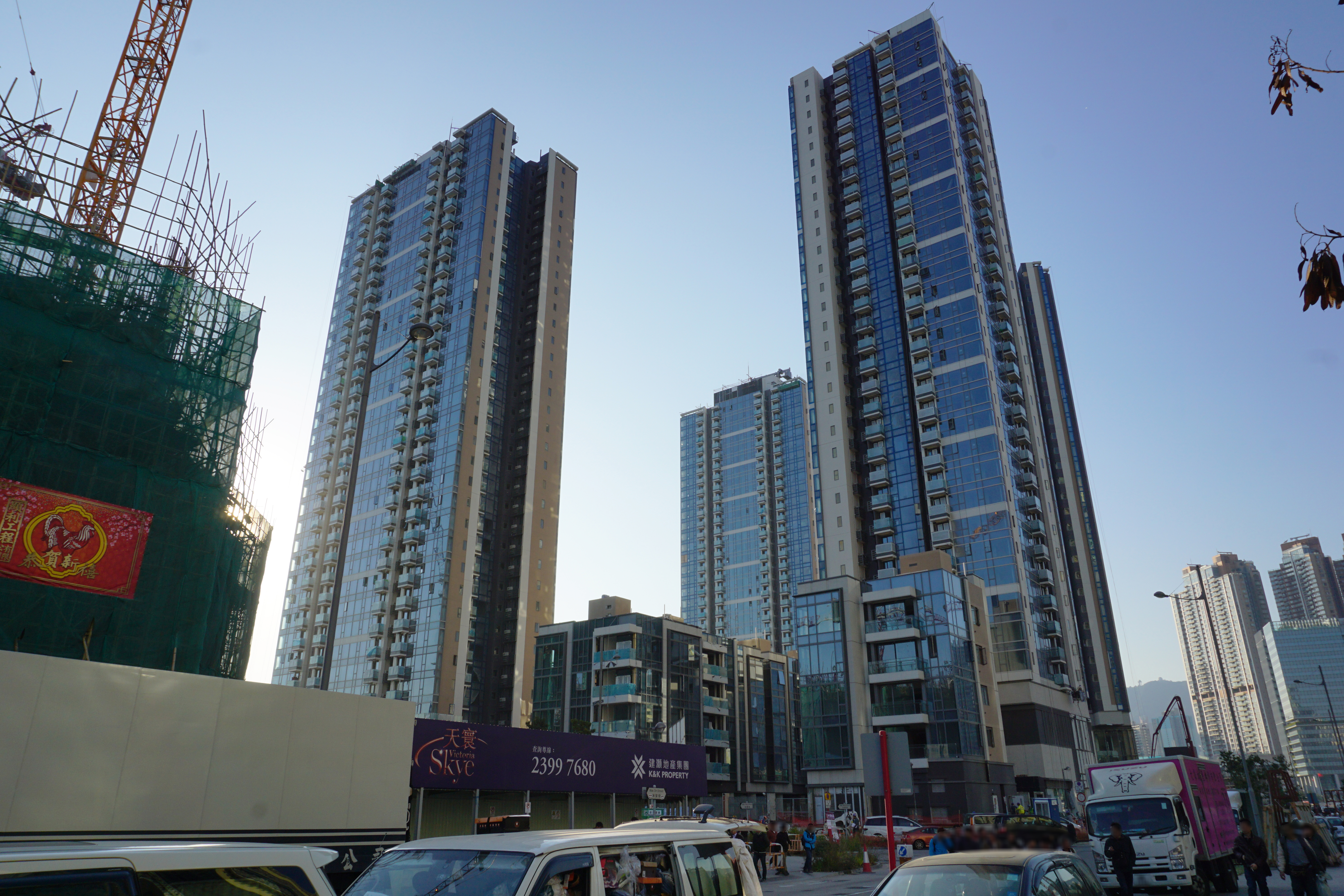
啟德1號為第四屆政府唯一「港人港地」

2012年「港人港地」政策出台。2013年推出首批「港人港地」土地招標出售，由批地日期起計的30年內，建成的住宅單位不論是一手或二手交易，只能售予香港永久性居民，業主出租也受到若干限制。
自2013年特區政府招標出售啟德1號兩幅土地以後，「港人港地」措施實質上已經停止，2018年發展局局長更稱政府無打算再推出類似土地，啟德1號遂成為迄今僅有的「港人港地」發展項目。

### 長者及合資格殘疾人士公共交通票價優惠計劃
此項計劃是長者及合資格殘疾人士乘坐公交交通工具的車／船費劃一為HK$2。
2012年6月28日，政府實施優惠計劃的第一階段，在港鐵的本地車程（機場快線、往來羅湖及落馬洲站車程、以及東鐵線頭等額外費除外）、輕鐵及港鐵巴士（新界西北）推行。
2012年8月5日，政府實施優惠計劃的第二階段，擴展至九巴、新巴、城巴和龍運巴士的專營路線（機場A及NA線、以及馬場路線除外）。
2013年3月3日，政府實施優惠計劃的第三階段，擴展至嶼巴的專營路線（A35線及以預約及團體租用形式提供的特別服務除外）及13家渡輪公司的21條指定航線（普通渡輪（豪華位）除外）。
2014年5月18日，12歲以下合資格殘疾兒童可享用優惠計劃。
2015年3月29日， 政府把優惠計劃擴展至綠色專線小巴，第一階段合共407條路線。
2015年6月28日，政府把優惠計劃擴展至綠色專線小巴，第二階段合共55條路線。
2015年9月20日，政府把優惠計劃擴展至綠色專線小巴，第三階段合共16條路線。
2016年2月28日，政府把優惠計劃擴展至綠色專線小巴，第四階段合共5條路線。
2016年3月20日，政府把優惠計劃擴展至綠色專線小巴，第五階段合共4條路線。
2016年4月24日，政府把優惠計劃擴展至綠色專線小巴，第六階段合共5條路線。
2017年2月26日，政府把優惠計劃擴展至綠色專線小巴，第七階段合共2條路線。
2017年4月1日，政府把優惠計劃擴展至綠色專線小巴，第八階段合共6條路線。
2018年8月12日，政府把優惠計劃全面擴展至綠色專線小巴，第九階段（最後階段）合共6條路線。

### 德育及國民教育科
香港政府建議將德育及國民教育科於2012年9月新學年起列為必修科，及設置3年開展期，及後引發遊行、示威及絕食等社會運動，因此最終擱置課程指引和修改方案，學校可以申請課程開辦費用，內容由學校及教學團體自由設計。

### 打擊跨境水貨客活動
由入境事務處與警察機動部隊出動，拘捕了大量從事水貨活動的非法勞工、內地人及香港人，並且充公水貨。

### 提高法定最低工資
2013年5月1日起，法定最低工資由每小時28元提升至每小時30元。
2015年5月1日起，法定最低工資由每小時30元提升至每小時32元5角。
2017年5月1日起，法定最低工資由每小時32元5角提升至每小時34元5角。

### 長者生活津貼
長者生活津貼作為《全民退休保障計劃》前設立的一項老年福利，支援有生活經濟需要的長者。此項津貼計劃於2013年4月開始發放，津貼金額將會追溯至2012年12月。政府預料將會有40萬長者獲得資助，涉及每年額外62億港元公帑開支，但意味著全民退休保障在任內不會推行。

### 制訂貧窮線
2013年9月28日，扶貧委員會公布貧窮線，以家庭入息中位數一半劃線。

### 發出免費電視牌照
2013年10月15日，政府宣佈原則上發出兩個免費電視牌照，包括電訊盈科旗下的香港電視娛樂及有線電視旗下的奇妙電視。
2015年4月1日，政府宣佈電訊盈科旗下的香港電視娛樂獲得12年免費電視牌照。同時政府宣布亞洲電視不獲延續免費電視牌照，最後一天的廣播日是2016年4月1日。由於亞洲電視不獲延續免費電視牌照， 而模擬廣播2020年才終止，在這段真空期，政府邀請香港電台提供模擬廣播服務。

### 政治制度改革

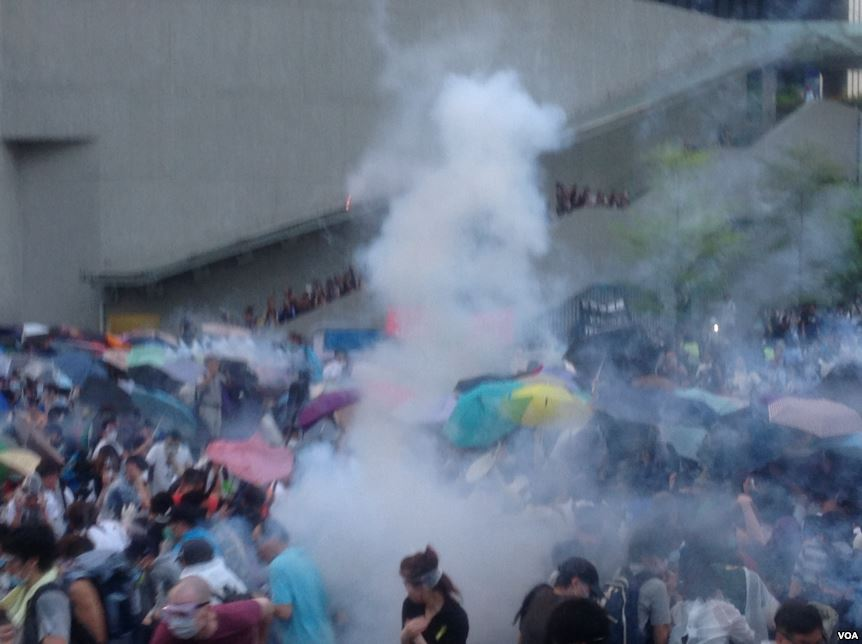
2014年9月28日下午5時58分，防暴警察向示威者發射首枚催淚彈，其後的抗爭運動是香港歷史上最大型的公民抗命運動

2013年10月17日，行政長官梁振英宣布成立政改諮詢專責小組（俗稱政改三人組），由林鄭月娥、袁國強和譚志源3人組成。
2013年12月4日，政務司司長林鄭月娥在立法會大會上宣布正式啟動2016年香港立法會選舉產生辦法及2017年香港行政長官選舉產生辦法的諮詢，為期5個月。林鄭月娥為政改諮詢專責小組主席，律政司司長袁國強和政制及內地事務局局長譚志源為成員。諮詢文件口號是為「有商有量 實現普選」。三人均公開否定公民提名和政黨提名，並稱提名委員會為唯一可以提名行政長官的選舉機構。
2014年7月15日，行政長官梁振英向全國人民代表大會常務委員會提交政制改革報告，啟動政改五部曲的第一部。此外，特區政府亦把政制改革諮詢收集回來的意見整理，同日向公眾發表《二零一七年行政長官及二零一六年立法會產生辦法公眾諮詢報告》。8月31日，全國人民代表大會常務委員會啟動政改五部曲的第二部，完成審議由行政長官梁振英所提交的香港未來特別行政區行政長官選舉和香港未來立法會選舉訂下框架。香港泛民主派和不少市民對此決定強烈不滿，引發長達79日、於2014年9月26日至12月15日期間發生以佔領街道為主導的雨傘革命，並引發一連串的政治運動和暴力衝突，警民關係受到挑戰。
2015年1月7日，政務司司長林鄭月娥到立法會啟動第二階段政改諮詢，為期兩個月，諮詢文件以「2017 機不可失」作為宣傳口號。
2015年4月22日，政務司司長林鄭月娥到立法會宣讀第二階段諮詢結果和公佈2017年行政長官選舉辦法的政改方案，以「2017 一定要得」作為宣傳口號。
2015年6月17日，政府正式向立法會提交行政長官產生辦法議案，並於6月18日作出表決。由於33名建制派議員離開會議廳，結果造成8票贊成28票反對的局面，議案被否決。
附加資料：根據聯合國《公民權利和政治權利國際公約》的人權事務委員會就《公約》第二十五條關於「普及和平等」原則作出的理解，「普及和平等的選舉」至少有三點要求：「一、每一名選民享有的選票數目是要相等。二、選民所享有的每一選票的票值是要相等。三、公民參選的資格不受不合理的限制」。
因此泛民主派得出結論，香港特別行政區2017年行政長官選舉辦法的政改方案並不符合聯合國《公民權利和政治權利國際公約》之「普及而平等」有關原則，是次方案只符合中華人民共和國全國人民代表大會常務委員會在8月31日發佈之有關框架。根據明報2015年6月11日之有關數據，是次方案只得到分別都是42.8%市民支持及反對。

### 計劃發展大嶼山
行政長官梁振英在《2014年施政報告》中提出成立大嶼山發展諮詢委員會。大嶼山發展諮詢委員會在2016年1月10日向梁振英提交工作報告。

### 馬尼拉人質事件跟進工作
2014年1月29日，行政長官梁振英表示菲律賓政府仍然未能夠滿足遇害者遺孀和幸存傷者所提出的要求，包括向他們道歉，香港政府和家屬均認為菲律賓外交部的回應不能夠接受，宣布於2月5日起採取首階段制裁行動，即暫停菲律賓外交或者公務護照持有人14日免簽證待遇的安排。
2014年4月23日，香港特別行政區政府及菲律賓政府就馬尼拉人質事件發表聯合公告，提出4項要求解決和處理受害者及家屬就道歉、賠償、懲處負責官員和其他人士及採取措施保障旅客安全。同時，行政長官梁振英表示，香港政府即時取消對菲律賓的制裁行動及黑色外遊警示，恢復至黃色外遊警示。

### 男士侍產假
2014年12月18日，立法會三讀通過男士侍產假草案，在職男士享受3日侍產假，期間將可以獲取4/5薪金。

### 退休保障諮詢
2015年12月22日，扶貧委員會展開為期六個月退休保障公眾諮詢 ，諮詢文件包含兩個方案，分別為「不論貧富」方案和「有經濟需要」方案。

## 其他
2012年7月16日，政府宣布於2013年將會投入60億港元實施5項利民措施，包括：提供長者生活津貼、白表人士購買二手居屋、資助於香港島興建賽馬會摩星嶺青年旅舍、增加長者醫療券至1千港元及撥款5億港元創辦設立社企基金。

### 落區行動
2012年7月梁振英上任初期，其本人及各位香港政府高級官員均有履行上任前的承諾，落區探訪，到社區會堂與市民進行對話收集民意。但因落區屢受泛民主派示威者抗議，此後不再進行公開落區，亦不再安排及通知傳媒進行採訪。

## 任內事件
- 2012年尖沙咀彌敦道塌樹事件
- 推展德育及國民教育科引起巨大反響，引发全民行動，反對洗腦，7月29日，萬人大遊行
- 香港數碼廣播停播風波
- 2012年啟豐二號船員登上釣魚島事件
- 埋單計數，撤回課程，佔領政總
- 光復上水站
- 新界東北發展計劃爭議
- 南丫島撞船事故
- DR醫療集團毒血針事故
- 2012年新地風暴
- 埃及樂蜀熱氣球事故
- 葵青貨櫃碼頭工潮
- 雍澄軒買賣事件
- 史諾登潛居香港
- 擴建垃圾堆填區爭議
- 香港大球場草皮爭議
- 林慧思事件
- 香港商品交易所清盤
- 幼稚園學額不足問題
- 香港免費電視牌照爭議
- H7N9疫情
- 香港終審法院裁定完成性別重置手術的變性人有權結婚
- 香港終審法院裁定《綜合社會保障援助計劃》申請人需要在香港居住滿7年的要求違反基本法
- 港鐵沙中線土瓜灣站掘出宋元古蹟引起保育風波
- 2014年香港印尼女傭被虐事件
- 李慧玲被香港商業電台解僱事件
- 劉進圖遇襲案
- 港澳個人遊旅客數量限制
- 德怡幼稚園事件
- 港鐵直通車輾斃流浪狗事件
- 廣深港高速鐵路香港段工程延誤和超支
- 廣深港高鐵西九龍總站一地兩檢爭議
- 啟晴邨槍擊案
- 中國國務院發表《一國兩制白皮書》
- 上海福喜提供過期原料事件
- 預防伊波拉病毒
- 2014年臺灣餿水油事件
- 2014年香港學界大罷課
- 讓愛與和平佔領中環及雨傘革命
- 香港警察公安化爭議
- 滬港通
- 石硤尾邨美映樓爆炸事件
- 亞洲電視欠薪及不獲續牌事件
- 2014年香港解款車遺落錢箱案
- 香港青少年軍成立爭議
- H3N2疫情
- 梁振英UGL事件
- 香港大學副校長任命事件
- 光復屯門
- 捍衛沙田
- 光復元朗
- 遊覽完上水去屯門
- 《香港國際機場2030規劃大綱》中的三跑道系統落實
- 計劃加入亞洲基礎設施投資銀行
- 深圳戶籍居民一簽多行改為一周一行
- 膠袋徵費全面推行
- 2015年慈雲山大爆炸
- 羅君兒綁架案
- 肖友懷事件
- 內地與香港基金互認
- 劍橋護老院事件
- 中東呼吸綜合症蔓延
- 蠔涌爆炸品案
- 政改方案否決
- 揭發公屋及多座大廈食水含鉛量超標
- 針對「大媽」行動
- 2015年天津港危化品倉庫爆炸事故
- 泰國曼谷四面佛爆炸案
- Uber爭議
- 號召各界攜帶大型樂器搭東鐵
- 曾蔭權涉貪案
- 釋智定事件
- 足球賽事噓國歌事件
- 2015年10月23日汲水門大橋封閉事件
- 噴射飛航海王星號事故
- 全港性系統評估爭議
- 2015年世界盃外圍賽香港對中國賽事事件
- 2014年版權（修訂）條例草案爭議
- 競爭條例生效
- 全民退休保障計劃諮詢
- 銅鑼灣書店股東及員工失蹤事件
- 李國章擔任香港大學校務委員會主席風波
- 港珠澳大橋超支
- 立法會拉布戰
- 2016年農曆新年旺角騷亂
- 2016年良景邨小販衝突事件
- 2015-2017年香港學生連續自殺事件
- 康樂及文化事務署更改劇團名稱事件
- 光復上水 (2016年)
- 計劃發展郊野公園風波
- 計劃發展東大嶼都會
- 社會廣泛討論港獨議題，港府打壓港獨意識
- 馮程淑儀事件
- 梁振英家庭機場濫權風波
- 巴拿馬文件
- 黃毓民涉嫌在立法會襲擊梁振英案件開審
- 群育學校遷校事件
- 張德江訪港
- 香港城市大學天花倒塌事件
- 舊中區警署外牆倒塌事件
- 淘大工業村迷你倉大火
- 一帶一路獎學金爭議
- 《2016年醫生註冊(修訂)條例草案》爭議
- 廉政公署李寶蘭辭職事件
- 2016年香港立法會參選確認書風波
- 預防寨卡病毒
- 橫洲公屋發展爭議
- 香港立法會宣誓風波，引发人大释法
- 香港青少年軍總會批地事件
- 深港通
- 赤鱲角機場新空管系統啟用問題
- 香港故宮文化博物館爭議
- 肖建華事件
- 港鐵尖沙咀站縱火案
- 七警案
- 曾蔭權涉貪案
- 有線電視事件
- 朗豪坊扶手電梯倒後意外
- 垃圾徵費計劃
- 選舉事務處遺失選民資料
- 印花稅針對一約多伙問題
- 鄧桂思換肝事件及聯合醫院涉嫌延遲通報風波
- 考察粵港澳大灣區
- 印度尼西亞總統佐科維多多訪港
- 九龍灣姦劫案及疑犯於警署羈留室自殺事件
- 拘捕Hidden Agenda負責人及英國樂團事件
- 梁振英到北京出席一帶一路國際合作高峰論壇
- 菲律賓總統杜特爾特訪港
- 巴基斯坦總理納瓦茲·謝里夫訪港
- 私營骨灰安置所條例生效
- TSA/BCA爭議
- 合約工時方案
- 行政會議通過取消強積金對沖方案
- 公共小巴座位增加至19個
- 習近平視察香港
- 梁國雄及黃之鋒等衝擊金紫荊廣場事件

## 任內舉行的選舉
- 2015年香港區議會選舉
- 2016年香港立法會新界東地方選區補選
- 2016年香港立法會選舉
- 2016年香港選舉委員會界別分組選舉
- 2017年香港特別行政區行政長官選舉

## 外部連結
- 資料庫：行政長官 二零一二年七月一日至二零一七年六月三十日 （页面存档备份，存于）
- 香港特別行政區第四屆政府的Facebook專頁

| 前任： 曾蔭權第二任政府 | 梁振英政府 2012年7月1日—2017年6月30日 | 繼任： 林鄭月娥政府 |